# Łukowa (Lublin)
Łukowa is een dorp in het Poolse woiwodschap Lublin, in het district Biłgorajski. De plaats maakt deel uit van de gemeente Łukowa en telt 2700 inwoners.

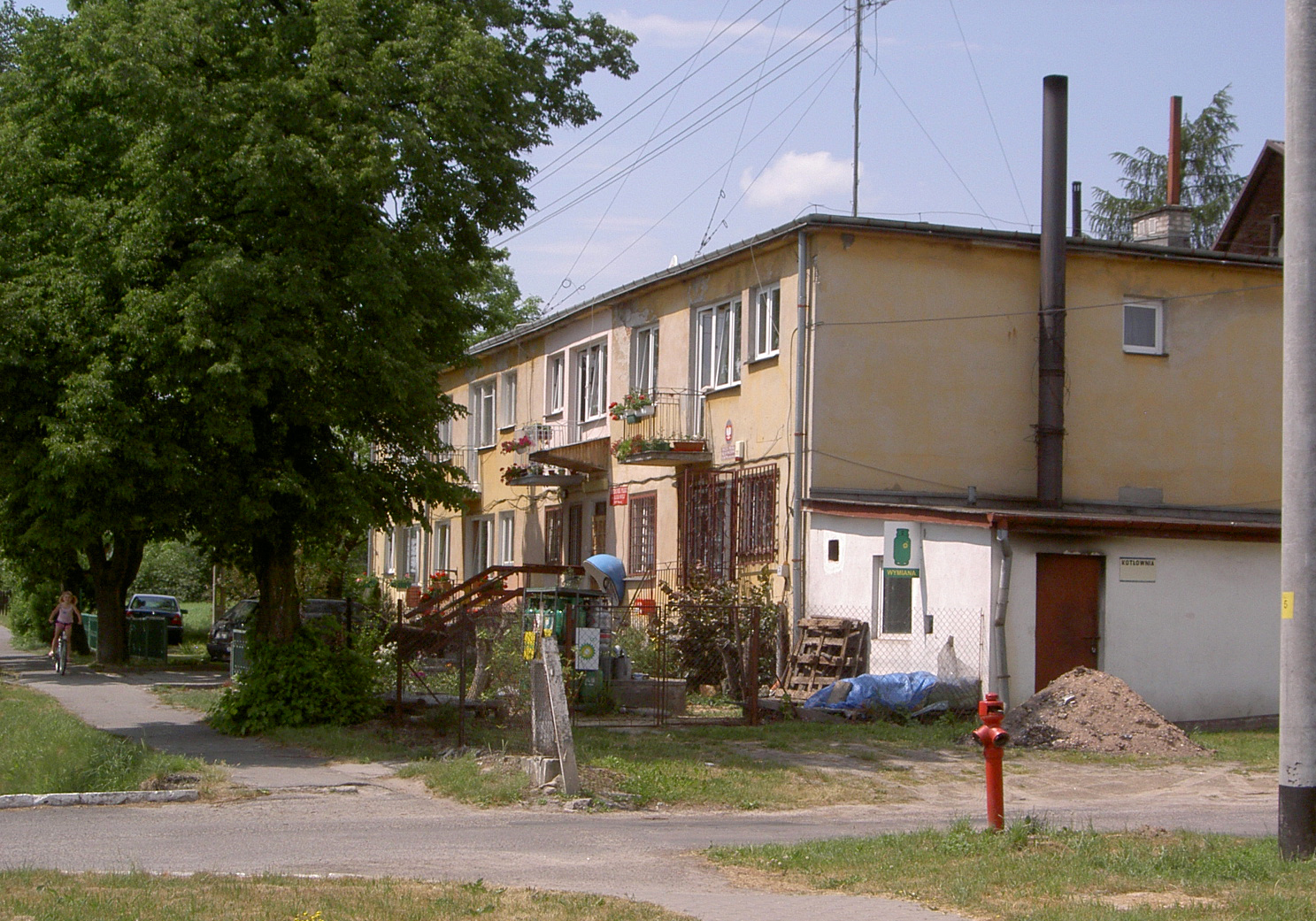
Centrum wsi